# أكروكوبس مالفاسيا
أكروكوبس مالفاسيا هي عثة من فَصيلة المشيقات المُستوطنة من المغرب. وصفها والسينغهام في عام 1907. يُضاف لهذا النوع نوع لافاتيرا أولبيا وخبازة.